# Газпром космически системи
„Газпром космически системи“ АД (на руски: АО „Газпром космические системы“, до 1 декември 2008 г. ОАО „Газком“), съкратено ГКС, е акицонерно дружество в гр. Шчолково, Московска област, Русия от групата на „Газпром“ АД.
То е вътрешен и международен оператор и Интернет провайдър на спътникови далекосъобщения и геоинформационни услуги, системен интегратор, разработчик на космически системи на свързване и дистанционно сондиране на Земята.
Компанията е основана 2 ноември 1992 г.

## Спътникова група
Групата спътници на „Газпром космически системи“ се състои от няколко геостационарни телекомуникационни спътници от серията „Ямал“. 